# 枝手久島
枝手久島（日语：えだてくじま），是日本薩南諸島的一部分，奄美群島的東海中最大的無人島，距離奄美大島以西0.4公里，行政上屬於鹿兒島縣大島郡宇檢村，是日本脊蛇之發源地。
該島在1970年代曾經被打算用作石油儲備基地，但因居民強烈反對而擱置。雖然現在是無人島，但在昭和時代曾經有二位夫婦在此居住。